# Große Markthalle

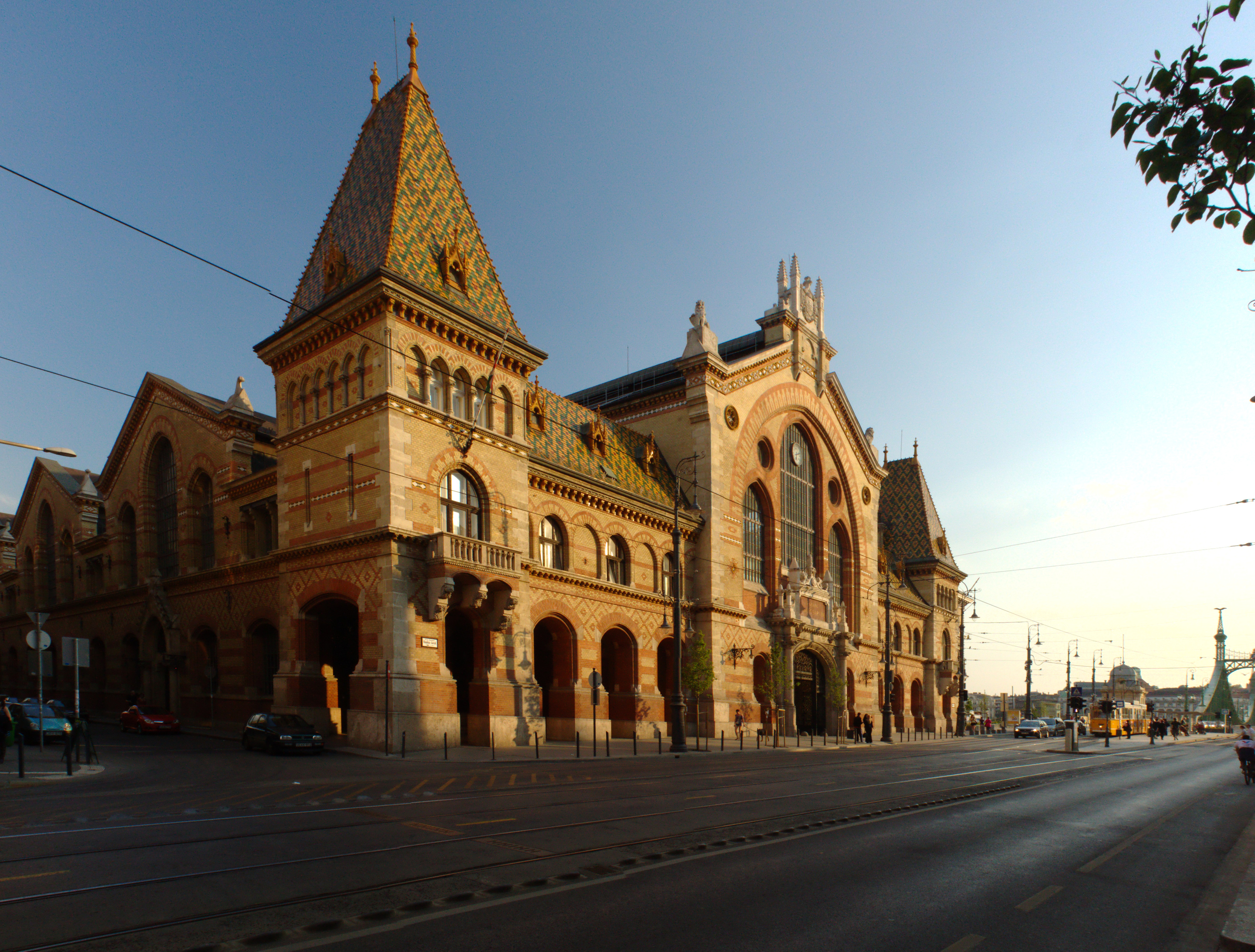
Nagy Vásárcsarnok, Außenansicht, 2005

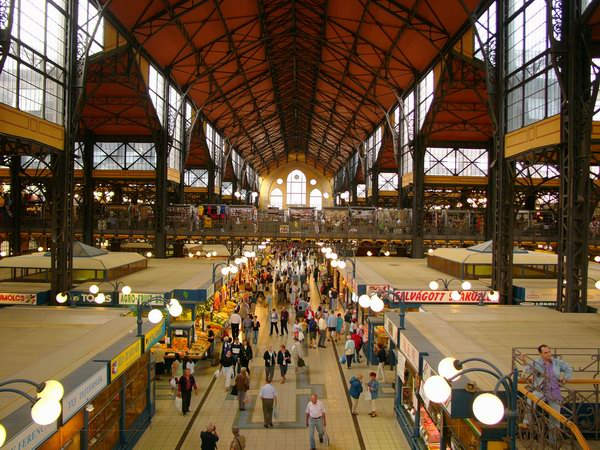
Nagy Vásárcsarnok, Innenansicht, 2005

Die Große Markthalle (ungarisch Nagy Vásárcsarnok), offiziell Zentrale Markthalle (Központi Vásárcsarnok), in Ungarns Hauptstadt Budapest  wurde von 1894 bis 1897 nach Plänen von Samuel Petz errichtet. Sie befindet sich im IX. Bezirk, in unmittelbarer Nähe zur Freiheitsbrücke und der Corvinus-Wirtschaftsuniversität an der Stelle, wo sich der Kiskörút (Kleiner Ring) zum Fővám tér weitet.

## Architektur
Das basilikaartige Gebäude mit einem Langhaus und zwei Querschiffen basiert auf einer Stahlkonstruktion, die an der Fassade mit bunten, glasierten Ziegeln der Porzellanmanufaktur Zsolnay eingekleidet ist. An den Ecken des Gebäudes stehen breite, schwere Türme. Der Eingang am Kleinen Ring ist mit Säulen und Figuren geschmückt. Früher führte ein Kanal von der Donau in die Markthalle, um die Anlieferung von Waren zu vereinfachen. Auf drei Geschossen befinden sich über 180 Marktstände und Geschäfte, dazu zwei Supermärkte. Das Obergeschoss nehmen Souvenirläden, Imbissbuden und ein Bistro ein.
Bis 1932 war die Markthalle der größte und wichtigste Marktplatz in Budapest. Noch heute ist die Halle von ihrer Architektur her einer der zentralen Einkaufsplätze der Stadt und wird entsprechend von Einheimischen und Touristen besucht. Die Räume werden auch für Veranstaltungen vermietet. Im Kellergeschoss befinden sich Fischstände und Aquarien.

## Weblinks

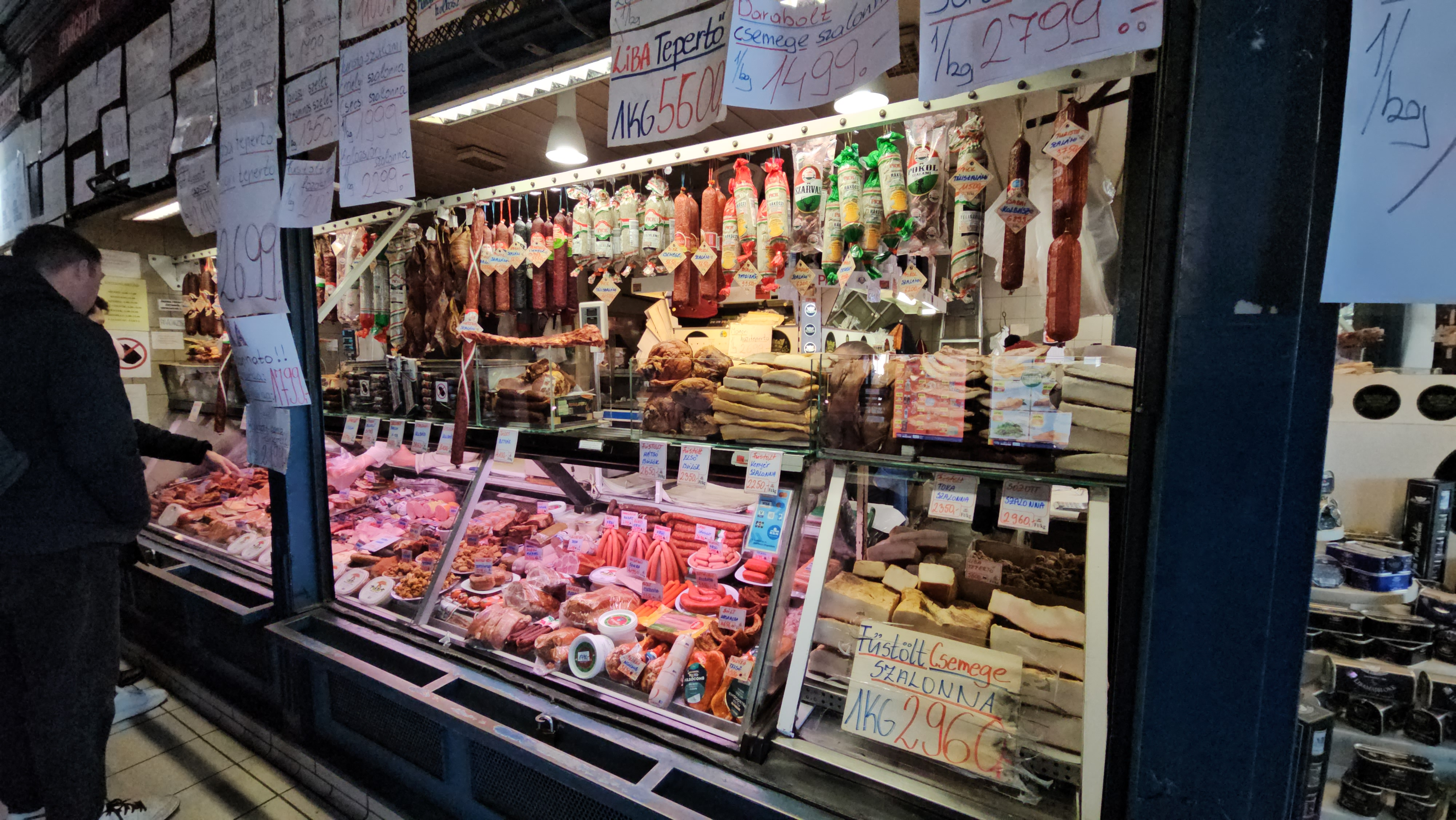
Innenansicht 2025

## Film
- Märkte – Im Bauch von Budapest: Die zentrale Markhalle. Dokumentarfilm, Deutschland, 2012, 43 Min., Buch und Regie: Bojána Papp, Stefano Tealdi, Produktion: Stefilm, Golden Girls Filmproduktion, Laokoon, Media 3.14 S.L., ZDF, Reihe: Märkte, deutsche Erstsendung: 19. Februar 2013 bei arte, Inhaltsangabe von ARD.